# Drepanosticta dendrolagina
Drepanosticta dendrolagina är en trollsländeart som beskrevs av Maurits Anne Lieftinck 1938. Drepanosticta dendrolagina ingår i släktet Drepanosticta och familjen Platystictidae. Inga underarter finns listade i Catalogue of Life.